# Karl Binding
Karl Binding, född 4 juni 1841 i Frankfurt am Main, död 7 april 1920 i Freiburg im Breisgau, var en tysk rättsvetenskapsman. Han är berömd för sina teorier om retributiv rättvisa och för boken han skrev med läkaren Alfred Hoche, Die Freigabe der Vernichtung lebensunwerten Lebens (”Om att tillåta förgörande av livsodugliga liv”), vilken användes av nazistena för att legitimera eutanasiprogrammet Aktion T4. Han var far till Rudolf Binding.

## Biografi
Karl Binding föddes i Frankfurt am Main, men flyttade till Göttingen för att studera historia och rättsvetenskap. Han låg ett kort tag i Heidelberg där han vann pris, men återkom till Göttingen där han år 1864 habiliterade sig med ett arbete på latin om romersk rätt, De natura inquisitiones processus criminalis Romanorum: praesertim ex eo tempore quo ordo iudiciorum publicorum in usu esse desiit. Efter två år som föreläsare där, utsågs han till professor i Basel, gifte sig samma år, och utgav boken Geschichte des burgundisch-romanischen Königreichs. I Basel blev han vän med bland andra Jakob Burckhardt och Friedrich Nietzsche. År 1869 flyttade familjen till Freiburg, och Binding deltog som frivillig i fransk-tyska kriget. Efter mellanspel vid universitet på flera orter, hamnade han i Leipzig vid vars universitet han skulle kvarbli i fyrtio år, som föreläsare, professor och rektor. Under första världskriget undervisade han tyska soldater och bulgariska intellektuella. 
År 1920 utkom Die Freigabe der Vernichtung lebensunwerten Lebens; den bestod av två delar av vilka Binding skrivit den första och Alfred Hoche den andra. Binding avled under tryckningen. I verket argumenterar Binding för att självmord inte borde vara olagligt eftersom det är ett uttryck för människans makt över sin kropp; därifrån drar han slutsatsen att det är nödvändigt att utrota liv som inte är värdiga att leva. Eutanasi borde därför bli lagligt, menade Binding. Han definierar sådana ovärdiga liv som allvarligt sjuka människor och idioter – sådana har, enligt Bindings resonemang, varken viljan att leva eller viljan att dö.